# Unione per Monaco
L'Unione per Monaco (in francese: Union pour Monaco) è una coalizione politica monegasca di orientamento centrista. Riunisce i partiti Unione nazionale per il futuro di Monaco e Unione per il Principato.

## Storia
Guidata da Stéphane Valeri, ha vinto le elezioni legislative del 2003 e del 2008, battendo nettamente la coalizione conservatrice Raggruppamento & Scommesse per Monaco. All'inizio dell'attuale legislatura contava 19 rappresentanti al Consiglio nazionale, poi passati a 6 per la fuoriuscita dall'Unione per il Principato di 13 membri, che hanno fondato l'Unione dei Monegaschi, senza entrare in alcuna coalizione.
Alle elezioni legislative del 2013 la coalizione ha ottenuto il 39% dei voti e tre seggi.
Alle elezioni legislative del 2018 la coalizione ha ottenuto il 16,19% dei voti e un seggio.

## Risultati elettorali
| Elezione         | Voti   | %      | Seggi  |
| ---------------- | ------ | ------ | ------ |
| Legislative 2013 | 43.743 | 39%    | 3 / 24 |
| Legislative 2018 | 17.895 | 16,19% | 1 / 24 |